# Combate de Chiloé
El Combate de Chiloé fue un episodio militar ocurrido en noviembre de 1562 en la Isla Grande de Chiloé, Los Lagos, como parte de la Guerra de Arauco, que enfrentaba a españoles y mapuches.

## Antecedentes
Luego del invierno del año 1562, el gobernador de Chile Francisco de Villagra se trasladó desde Cañete a Valdivia, y desde ese lugar embarcó una expedición de cuarenta soldados y treinta caballos en dirección a "donde el tiempo le quisiese llevar". La motivación de este viaje habría estado en una expedición anterior encargada por el mismo Villagra, donde se le informaba que camino al Estrecho de Magallanes se encontraba un archipiélago poblado y fértil. Villagra tiene la idea de extender hacia las zonas isleñas los dominios españoles y fundar en esta provincia centros poblados donde pudiera arraigarse la civilización española con la ayuda de los misioneros.
Finalmente, tras algunas jornadas, las corrientes y los vientos le llevaron el 20 de noviembre de 1562 a la costa norte de la Isla de Chiloé.

## El combate
Al llegar a la isla, Villagra encargó una expedición a caballo que le confirmó sus reportes anteriores. No obstante, producto del desconocimiento de las mareas de la costa chilota, su barco encalló, sufriendo algunos daños y teniendo que ser equilibrado con estantes a la espera de que la marea vuelva a subir.
Mientras los españoles lidiaban con la marea, algunas comunidades indígenas de los alrededores comenzaron a reunirse para expulsar a los invasores. Esta organización finalmente terminó en un ataque sorpresa de madrugada mientras los españoles dormían.
Aunque los españoles eran menores en número, el enfrentamiento se saldó a su favor producto de la presencia de caballos y a la superioridad de su armamento.
Sobre este episodio, Alonso de Góngora Marmolejo señalaría:

Algunos soldados, aunque estaban desnudos, subieron en sus caballos en cerro, y entraron por los indios, y con otros que iban armados y bien en su orden los desbarataron, porque los indios, como gente mal plática, no sabían jugar de lanza, y así mataron algunos y otros tomaron a prisión.

## Consecuencias
Las averías que sufrió el buque al encallar, no pudieron notarse sino hasta que éste se le puso a flote. A fin de evitar exponerse a un naufragio, se procedió en seguida a hacer las reparaciones indispensables para lo cual fue necesario alivianarlo, quitándole la arboladura y botando al agua una parte del lastre.
Luego de este episodio, y teniendo en cuenta que los escasos elementos de que disponía no eran suficientes para llevar a cabo la ocupación del archipiélago, Villagra y sus tropas se embarcaron nuevamente el 30 de noviembre rumbo a la zona de Arauco, llevando consigo a algunos indígenas capturados durante el enfrentamiento.